# Neopanax kermadecensis
Neopanax kermadecensis là một loài thực vật có hoa trong Họ Cuồng cuồng. Loài này được (W.R.B.Oliv.) Allan mô tả khoa học đầu tiên năm 1961.